# Hate to Feel
Hate to Feel – utwór amerykańskiego zespołu muzycznego Alice in Chains, pochodzący z drugiego albumu studyjnego Dirt, wydanego 29 września 1992 nakładem wytwórni Columbia. Kompozycja została zamieszczona na jedenastej pozycji w amerykańskiej edycji płyty. Czas trwania wynosi 5 minut i 16 sekund, co czyni ją jedną z dłuższych wchodzących w skład wydawnictwa. „Hate to Feel” jest drugim obok „Angry Chair” utworem zawartym na Dirt, który jest w całości autorstwa Layne’a Staleya.

## Historia nagrywania
Kompozycje „Hate to Feel” i „Angry Chair” zostały przyniesione do studia przez Layne’a Staleya w wersjach instrumentalnych w trakcie sesji do albumu Dirt (1992). Według producenta Dave’a Jerdena robocze tytuły obydwu utworów brzmiały „Rock On” i „Rockmanoff” lub „Rockmanoff I” i „Rockmanoff II”. Podczas nagrań powstał problem wynikający z podobnych nazewnictw. Gdy muzycy przystąpili do pracy nad „Hate to Feel”, inżynier dźwięku Bryan Carlstrom omyłkowo o mało co nie wymazał partii wokalnych z „Angry Chair”. Przed rozpoczęciem procesu obróbki cyfrowej Pro Tools sprawdził taśmę, dzięki czemu uniknięto błędu.

## Analiza

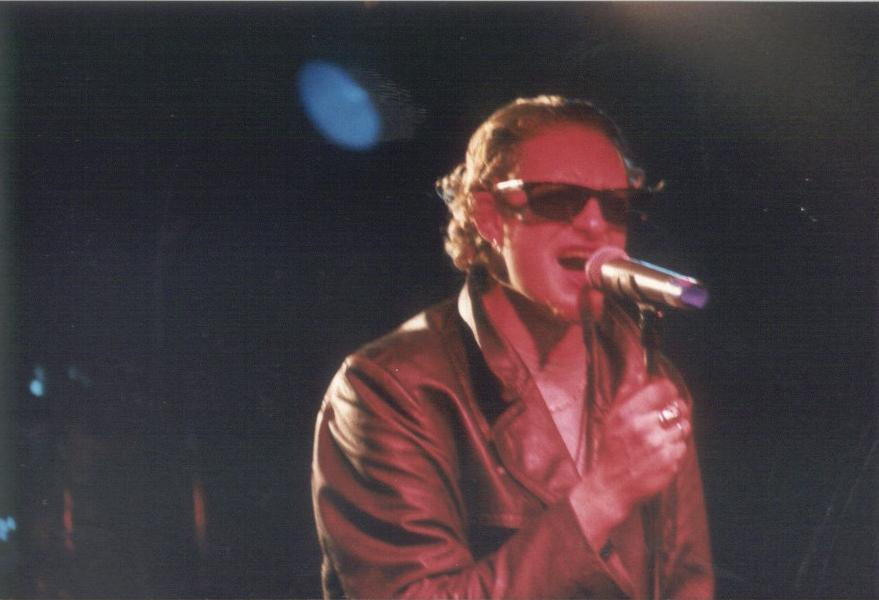
„Hate to Feel” jest drugim utworem na Dirt, będącym w całości autorstwa Layne’a Staleya

Tematyka utworu skupia się na problemie uzależnienia narkotykowego. W tekście, winą za nałóg, wokalista częściowo obarcza swojego ojca Philipa „Phila” Blaira Staleya (wers: „All this time I swore I’d never be like my old man”). Ned Raggett z AllMusic podkreślał, że niektóre wersy są „obsesyjnie klaustrofobiczne”, a fragment: „Used to be curious, now the shit’s sustenance”, stanowi bezpośrednie nawiązanie do heroiny. Philip Wilding z magazynu „Guitar World” zwrócił uwagę na fakt, że poprzez wersy: „What the fuck will it take, drown myself in my wake” i „Gotta change, set a date”, Staley wyraża „jadowite, duże zmęczenie i rozgoryczenie z powodu swojej nieszczęśliwej słabości”. Greg Kot, w opublikowanej w 2004 książce New Rolling Stone Album Guide, zaznaczył, że wokalista w tekście „Hate to Feel” „destyluje swoją autodestrukcyjną postawę z chłodną beztroską”. Pojawiające się w jednym z wersów słowo „Shaggy D.A.” jest bezpośrednim odniesieniem do filmu familijnego Na psa urok (reż. Charles Barton) wyprodukowanego przez wytwórnię Walt Disney Pictures w 1959, inspirowanym opowiadaniem Felixa Saltena The Hound of Florence, gdzie jeden z jego bohaterów za sprawą magicznego pierścienia przemienia się w owczarka staroangielskiego.
„Hate to Feel” stanowi obok utworów „Junkhead”, „Dirt”, „God Smack” i „Angry Chair” tzw. koncepcyjną część albumu, gdzie motywem przewodnim jest problem uzależnienia narkotykowego. W wywiadzie dla brytyjskiego miesięcznika „Metal Hammer” z 1993, Jerry Cantrell przyznał: „Utwory takie jak «Hate to Feel» czy «Angry Chair» w pełni ilustrują wybór, jaki później pozostaje człowiekowi – żyć albo umrzeć”.
Brzmienie utworu charakteryzuje się stonowanymi, nieco psychodelicznymi zwrotkami i bardziej dynamicznymi refrenami, z uwagi na agresywne riffy wysunięte na pierwszy plan. „Hate to Feel” posiada solo autorstwa Cantrella, wykonane przy użyciu efektu wah-wah. Partie wokalne, podobnie jak brzmienie, charakteryzują się częstymi zmianami intensywności.

## Wydanie
„Hate to Feel” został opublikowany 29 września na albumie studyjnym Dirt, wydanym nakładem wytwórni Columbia. W japońskiej edycji płyty, dystrybuowanej przez Sony Music, utwór został zamieszczony na dziewiątej pozycji. Miało to związek z absencją kompozycji „Untitled” oraz przestawieniem „Down in a Hole” z czwartej na jedenastą lokatę. W australijskich, europejskich i kanadyjskich wydaniach albumu, utwór znajduje się na dziesiątej lokacie. 24 maja 1993 koncertowa wersja „Hate to Feel”, zarejestrowana 2 marca 1993 w Barrowland Ballroom w Glasgow w ramach Down in Your Hole Tour, została zamieszczona na stronie B brytyjskiej wersji singla „Angry Chair”.
„Hate to Feel” w późniejszym czasie wszedł w skład zestawu utworów zawartych na dwóch albumach kompilacyjnych – Music Bank (1999) i The Essential Alice in Chains (2006).

## Odbiór

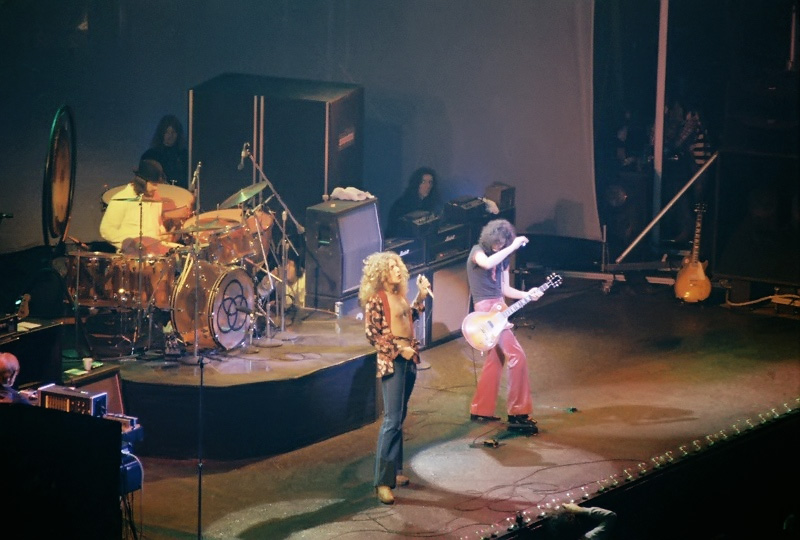
Brzmienie „Hate to Feel” stanowi nawiązanie do „Dazed and Confused” w interpretacji Led Zeppelin

### Krytyczny
Ned Raggett z AllMusic, w swojej recenzji zwrócił uwagę na „nagłą dyferencję między zwrotkami i refrenami, kontrastującymi ze wzburzonymi, konfrontacyjnymi riffami gitarowymi dopasowanymi równomiernie do wokali Staleya, które zmieniają się ze stonowanych w bardziej dynamiczne i z powrotem”. Autor zaznaczył, że „gra sekcji rytmicznej jest bardzo dobrze wykonana, dzięki czemu brzmi jakby błądziła, lecz nigdy nie popełnia błędu”. Raggett wyraził również pochlebną opinię na temat pracy Cantrella, zwłaszcza w refrenach, gdzie według niego muzyk „jest w stanie w pełni wykorzystać swoje możliwości zarówno w grze na gitarze, jak i wspierając wokalnie Staleya”. Ric Albano na łamach brytyjskiego pisma „Classic Rock” napisał: „«Hate to Feel» brzmi momentami jak z rockowej opery i krótko zadziera o «Dazed and Confused» podczas środkowej części”. Don Kyle z „Kerrang!” określił utwór mianem „pokrętnego i epickiego z olbrzymimi riffami, które łatwo dopasować do Black Sabbath i Trouble”. Jon Pareles z „The New York Timesa”, również porównał charakterystyczny riff do „Dazed and Confused” Led Zeppelin, zaznaczając jednocześnie, że „narrator przemieszcza się od tych bóli do kolejnych dawek leku poduszkowego”. Michael Christopher z PopMatters zaznaczył, że „«Hate to Feel» przesuwa się w przód i w tył, zarówno w motywie, jak i brzmieniu ku dolnej spirali, po czym szybko wraca za sprawą zaciętych riffów”. Recenzent podkreślił, że charakter utworu „wyraża wściekłą sprzeczność i rozpacz, prowadząc bitwę przez cały czas trwania, nim podąży do gwałtownej, kończącej mieszaniny”. Holly George-Warren z dwutygodnika „Rolling Stone” napisała: „Utwory «Junkhead», «Dirt», «God Smack», «Hate to Feel» i «Angry Chair», w otwarty sposób ukazują rodzaj autodestrukcji i zmęczenia psychicznego”.

## Utwór na koncertach
„Hate to Feel” po raz pierwszy został wykonany 27 sierpnia 1992 w trakcie koncertu w The Evergreen State College na terenie miasta Olympia, w ramach przedpremierowej mini trasy Shitty Cities Tour, poprzedzającej tournée Down in Your Hole Tour. Regularnie prezentowany był podczas koncertów zespołu w 1992 i 1993. Był jednym z dwóch utworów (obok „Angry Chair”), podczas których na gitarze rytmicznej grał Layne Staley. Ostatnie wykonanie na żywo miało miejsce 30 października 1993 w Hordern Pavillion w australijskim Melbourne. Od tamtej pory nie jest prezentowany podczas występów.

## Personel
Opracowano na podstawie materiału źródłowego:
|  | Alice in Chains - Layne Staley – śpiew, gitara rytmiczna - Jerry Cantrell – gitara prowadząca, wokal wspierający - Mike Starr – gitara basowa - Sean Kinney – perkusja | Produkcja - Producent muzyczny: Dave Jerden - Inżynier dźwięku: Bryan Carlstrom - Miksowanie: Dave Jerden w Eldorado Recording Studios, Los Angeles, asystent: Annette Cisneros - Mastering: Steve Hall i Eddy Schreyer w Future Disc, Hollywood |